# 春日晴樹
春日 晴樹（かすが はるき、1982年8月4日 - ）は、日本の著作家、講演者。東京都板橋区出身。

## 略歴
先天的に聴覚障害がある。東京都立石神井ろう学校（現・東京都立石神井特別支援学校）在学中にバイクで日本を放浪。沖縄に移住し、おもと会沖縄リハビリテーション福祉学院で介護福祉を学ぶ。福祉現場で働きながらプロダイバーとしても活動。
その後、ピースボートで世界一周の旅を経て、帰国後はJAXA（国立研究開発法人宇宙航空研究開発機構）に勤務したこともある。その後、北海道上川郡美瑛町にて「はるの空」民泊を始める。聴覚障害についての理解を深める講演活動も行う。クワガタブリーダーでもある。
聴覚障害のある妻との子育ての様子は、NHKのドキュメンタリー番組で取り上げられ、民放でも特番として放送されたことがある。
2024年10月26日には、NHKのバラエティ番組『阿佐ヶ谷アパートメント』に出演した。2024年9月2日には、著書タイトルと同名のドキュメンタリー番組「はるの空」が日本テレビで放送された。

## 著作
- 『はるの空 －耳の聞こえない私は、音のない世界をこう捉え、こんな風に生きてきた。－』（2021年３月、ジアース教育新社）
- 『はるの空と風ー聞こえない夫婦と聞こえる子どもの手と手の日常ー』（2025年５月、ジアース教育新社）